# Marley Marl

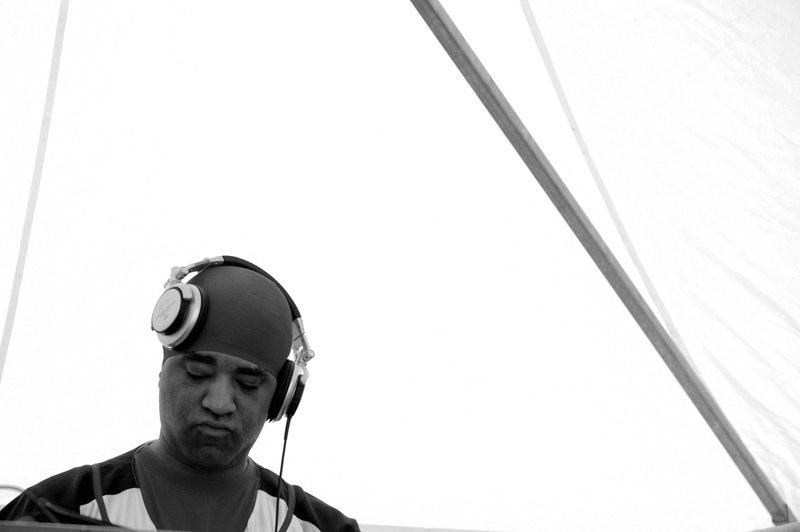
Marley Marl live in Utrecht, 2006

Marlon Williams (Queens, 30 september 1962), beter bekend als Marley Marl, is een Amerikaanse hiphopproducer. Er wordt van hem gezegd dat hij de hiphop-muziek heeft veranderd, door drumcomputers links te laten liggen en terug in de tijd te gaan door "breaks" (drumsolo's aan te treffen in veel oude funk-, soul- en discoplaten) weer te gaan samplen op de manier waarop de hiphop-pioniers zoals Grandmaster Flash, Jazzy Jay en DJ Kool Herc het deden. Ook was hij oprichter en lid van de Juice Crew.

## Muziek
Marley Marl begon met het produceren van electro-muziek door middel van sampling, maar maakte de overstap naar hiphop omdat hij meer van harde breaks en funky ritmes begon te houden. Zijn bekendste producties zijn My Melody van Eric B. & Rakim, Mama Said Knock You Out van LL Cool J en The Bridge van MC Shan. Marley Marl werkte met veel rappers uit zijn wijk Queensbridge in New York. Samen met deze rappers vormde hij een soort collectief, waaraan de naam "Juice Crew" werd gegeven.

## Ruzie met BDP
BDP, dat staat voor Boogie Down Productions, was een hiphopgroep uit de wijk the Bronx in New York, de wijk waar hiphop vandaan komt. De groep bestond uit de DJ Scott La Rock en de rappers D-Nice en KRS-One. Toen zij het nummer The Bridge hoorden, dachten ze dat MC Shan zei dat hiphop in Queensbridge is "uitgevonden". Ze reageerden hierop met nummers als South Bronx en The bridge is over, waarop ze tekstueel uithalen naar de Juice Crew en de luisteraar ervan overtuigen dat hiphop in South Bronx is ontstaan. Uiteraard konden de leden van de Juice Crew de beledigingen niet over hun kant laten gaan en zij maakten weer zogenaamde "dissplaten", om BDP te kleineren. Tien jaar later waren KRS-One en Marley Marl samen in een reclame voor sprite te zien en 20 jaar na de ruzie verklaarde KRS-One, dat BDP wist dat Mc Shan niet probeerde te beweren dat hiphop uit Queensbridge kwam, maar ze hem toch aanvielen om carrière te maken, wat hun is gelukt. KRS-One heeft toen nog een album opgenomen, waarop Marley Marl voor de beats zorgde.

## Discografie
Albums
| Album              | Jaartal | Opmerking   |
| ------------------ | ------- | ----------- |
| in control vol. 1  | 1988    |             |
| in control vol. 2  | 1991    |             |
| Hip Hop Dictionary | 2000    |             |
| Re-entry           | 2001    |             |
| Hip-Hop Lives      | 2007    | Met KRS-One |

Compilaties
| Album                 | Jaartal |
| --------------------- | ------- |
| House of Hits         | 1995    |
| Best of Cold Chillin' | 2001    |

## Trivia
In het nummer Juicy zegt Notorious B.I.G. dat hij elke week naar rapattack luisterde, een radioprogramma waar Marly Marl als dj dienstdeed.